# 粗鰭魚科
粗鳍魚科是輻鳍魚綱月魚目的其中一科。粗鳍鱼鱼体细长，银灰色。系肉食性鱼，上下颌长满锯齿般尖锐的扁牙，牙床坚硬。属暖水性近海洄游鱼类。广泛分布于印度洋、太平洋沿岸。

## 分類
粗鳍鱼科下分3個屬，如下：

### 扇尾魚屬（Desmodema）
- 長吻扇尾魚 Desmodema lorum
- 多斑帶粗鰭魚 Desmodema polystictum ：又稱多斑扇尾魚。

### 粗鰭魚屬（Trachipterus）
- 高鰭粗鰭魚 Trachipterus altivelis
- 北極粗鰭魚 Trachipterus arcticus
- 福氏粗鰭魚 Trachipterus fukuzakii
- 石川氏粗鰭魚 Trachipterus ishikawae
- 傑氏粗鰭魚 Trachipterus jacksonensis ：又稱阿氏粗鰭魚。
- 粗鰭魚 Trachipterus trachypterus

### 絲鰭魚屬（Zu）
也称橫帶粗鰭魚屬。
- 冠絲鰭魚 Zu cristatus Bonelli 1820：又稱橫帶粗鰭魚。
- 長絲鰭魚 Zu elongatus Heemstra & Kannemeyer 1984[2]
- 長絲鰭魚 Zu elongatus ：又稱長橫帶粗鰭魚。